# Dittmar Dahlmann
Dittmar Dahlmann (* 14. Juli 1949 in Düsseldorf) ist ein deutscher Osteuropahistoriker.

## Leben
Dittmar Dahlmann wurde nach einem Studium der Geschichte 1983 an der Universität Düsseldorf mit einer Arbeit zum Thema Land und Freiheit. Machnovščina und Zapatismo als Beispiele agrarrevolutionärer Bewegungen promoviert. 1994 folgte die Habilitation an der Universität Freiburg mit dem Titel Die Provinz wählt. Russlands Konstitutionell-Demokratische Partei und die Dumawahlen 1906–1912. Von 1980 bis 1986 war er Mitarbeiter bei der Max-Weber-Gesamtausgabe. Von 1990 bis 1996 war Dahlmann Leiter der Forschungsstelle für Geschichte und Kultur der Deutschen in Russland an der Universität Freiburg. Ab 1996 war er Professor und Lehrstuhlinhaber für Osteuropäische Geschichte an der Universität Bonn. 2015 wurde er emeritiert, sein Nachfolger wurde Martin Aust.

## Forschungsschwerpunkte
Im Zentrum seiner Forschungen steht Russland bzw. die Sowjetunion vom 18. Jahrhundert bis zur Zeitgeschichte. Dabei gehören die Wissenschaftsgeschichte (Erforschung Sibiriens und des Fernen Ostens seit dem 18. Jahrhundert), die Geschichte der Unternehmerschaft in Russland im 19. und frühen 20. Jahrhundert und die Geschichte Sibiriens zu seinen Schwerpunkten. Zudem gehört aktuell die Erforschung der Frühgeschichte des Fußballs in Russland zu den zentralen Themen seiner Forschung.

## Vorsitz in verschiedenen Verbänden
- 1998–2020 Mitglied des Vorstandes der Forschungsstelle Osteuropa an der Universität Bremen
- 1999–2003 Vorsitzender des Verbandes der Osteuropahistorikerinnen und -historiker (VOH) Freiburg, von 2003 bis 2009 Mitglied des Vorstandes
- Seit 2000 Mitglied des Beirates der Bibliothek für Zeitgeschichte Stuttgart
- 2002–2020 Vorsitzender der Michael-Zikic-Stiftung Bonn

## Veröffentlichungen (Auswahl)
Monographien
- Sibirien. Vom 16. Jahrhundert bis zur Gegenwart. Schöningh, Paderborn u. a. 2009, ISBN 978-3-506-71361-2.
- Die Provinz wählt. Russlands Konstitutionell-Demokratische Partei und die Dumawahlen 1906–1912 (= Beiträge zur Geschichte Osteuropas. Bd. 19). Böhlau, Köln u. a. 1996, ISBN 3-412-12195-9 (Zugleich: Freiburg (Breisgau), Universität, Habilitations-Schrift, 1993).
- Land und Freiheit. Machnovščina und Zapatismo als Beispiele agrarrevolutionärer Bewegungen (= Studien zur modernen Geschichte. Bd. 35). Steiner Verlag Wiesbaden, Stuttgart 1986, ISBN 3-515-04083-8 (Zugleich: Düsseldorf, Universität, Dissertation, 1983).

Herausgeberschaften
- zusammen mit Diana Ordubadi: Die autokratische Herrschaft im Moskauer Reich in der „Zeit der Wirren“ 1598–1613. V & R unipress, Bonn University Press, Göttingen 2019, ISBN 978-3-8471-1047-7.
- zusammen mit Vladimir Bilandžić und Milan Kosanović: From Helsinki to Belgrade. The First CSCE Follow-up Meeting and the Crisis of Détente. V & R unipress, Bonn University Press, Göttingen 2012, ISBN 978-3-89971-938-3.
- zusammen mit Gregor Feindt und Anke Hilbrenner: Sport under Unexpected Circumstances. Violence, Discipline, and Leisure in Penal and Internment Camps (= Veröffentlichungen des Instituts für Europäische Geschichte, Mainz. Supplement. Bd. 119). Vandenhoeck & Ruprecht, Göttingen 2018, ISBN 978-3-525-31052-6.
- zusammen mit Anke Hilbrenner: Zwischen großen Erwartungen und bösem Erwachen – Juden, Politik und Antisemitismus in Ost- und Südosteuropa 1918–1945. Schöningh, Paderborn/München/Wien/Zürich 2007, ISBN 978-3-506-75746-3; 2019 auch als E-Book (PDF) unter ISBN 978-3-657-75746-6. (Verlagsinf. zum Buch, Autorinnen, Inhalt).
- zusammen mit Anke Hilbrenner und Britta Lenz (Hrsg.): Überall ist der Ball rund. Zur Geschichte und Gegenwart des Fußballs in Ost- und Südosteuropa – Nachspielzeit. Essen 2011, ISBN 978-3-8375-0297-8.
- zusammen mit Norbert Schloßmacher und Joachim Scholtyseck: Bonn in Bewegung. Eine Sportgeschichte. Klartext, Essen 2011, ISBN 978-3-8375-0265-7.
- zusammen mit Margrit Schulte Beerbühl: Perspektiven in der Fremde? Arbeitsmarkt und Migration von der Frühen Neuzeit bis in die Gegenwart (= Migration in Geschichte und Gegenwart. Bd. 6). Klartext, Essen 2011, ISBN 978-3-8375-0479-8.
- zusammen mit Uwe Baumann: Kopfball, Einwurf, Nachspielzeit. Gespräche und Beiträge zur Aktualität und Geschichte des Fußballs. Klartext, Essen 2008, ISBN 978-3-8375-0027-1.
- Überall ist der Ball rund. Zur Geschichte und Gegenwart des Fußballs in Ost- und Südosteuropa. Die zweite Halbzeit. Klartext, Essen 2008, ISBN 978-3-89861-854-0.
- Überall ist der Ball rund. Geschichte und Gegenwart des Fußballs in Ost- und Südosteuropa. Klartext, Essen 2006, ISBN 3-89861-509-X.
- zusammen mit Klaus Heller und Jurij A. Petrov: Eisenbahnen und Motoren – Zucker und Schokolade. Deutsche im russischen Wirtschaftsleben vom 18. bis zum frühen 20. Jahrhundert (= Gießener Abhandlungen zur Agrar- und Wirtschaftsforschung des europäischen Ostens (GAAW), Bd. 224), Duncker & Humblot, Berlin 2005, ISBN 978-3-428-11809-0.
- Kinder und Jugendliche in Krieg und Revolution. Vom Dreißigjährigen Krieg bis zu den Kindersoldaten Afrikas (= Krieg in der Geschichte. Bd. 7). Schöningh, Paderborn u. a. 2000, ISBN 3-506-74476-3.
- zusammen mit Gerhard Hirschfeld: Lager, Zwangsarbeit, Vertreibung und Deportation. Dimensionen der Massenverbrechen in der Sowjetunion und in Deutschland 1933 bis 1945 (= Schriften der Bibliothek für Zeitgeschichte. NF Bd. 10). Klartext, Essen 1999, ISBN 3-88474-747-9.
- zusammen mit Ralph Tuchtenhagen: Zwischen Reform und Revolution. Die Deutschen an der Wolga 1860–1917 (= Veröffentlichungen des Instituts für Kultur und Geschichte der Deutschen im Östlichen Europa. Bd. 4). Klartext, Essen 1994, ISBN 3-88474-171-3.